# Petzoldův lom
Petzoldův lom je dnes již opuštěný vápencový lom nacházející se na teritoriu Českého krasu (přesněji v evropsky významné lokalitě – Národní přírodní rezervaci Karlštejn-Koda) nad levým břehem řeky Berounky zhruba na poloviční cestě mezi Srbskem a Karlštejnem. Řada původních objektů Petzoldova lomu se dochovala v západní části areálu zatímco v jeho východní části byly a jsou objevovány rozsáhlé krasové podzemní objekty. V Petzoldově lomu se nachází stratigrafický profil spodním devonem s názorně odkrytou tektonickou stavbou.

## Firma C. T. Petzold a spol.
Firmu C. T. Petzold a spol. založil Carl Traugott Petzold v polovině 19. století původně jako obchod se železem. Později ji ve Vídni řídili Karl Hermann Petzold (†1883) a Michael Ignaz Knips (1832–1901). Od roku 1892 firma vystupovala jako veřejná obchodní společnost, která se zabývala prodejem výrobků nečeských hutí a válcoven plechu a také se věnovala nákupu surovin a polotovarů. Sídlo společnosti bylo nejprve v Nejdku, později ve Vídni a poté v Praze. V Praze firma C. T. Petzold a spol. vlastnila dům „U Bílého koníka“ na Senovážném náměstí, který využívala jako kanceláře a sklady. Firma C. T. Petzold si nejprve pronajímala železárny v Nejdku. Tyto pak v roce 1899 koupila a v roce 1909 je spojila s panskými železárnami v Rotavě. V roce 1902 firma získala také komárovské železárny. A byly to právě komárovské železárny, pro které Petzoldův lom už od začátku roku 1916 začal dodávat vápenec.

## Historie lomu

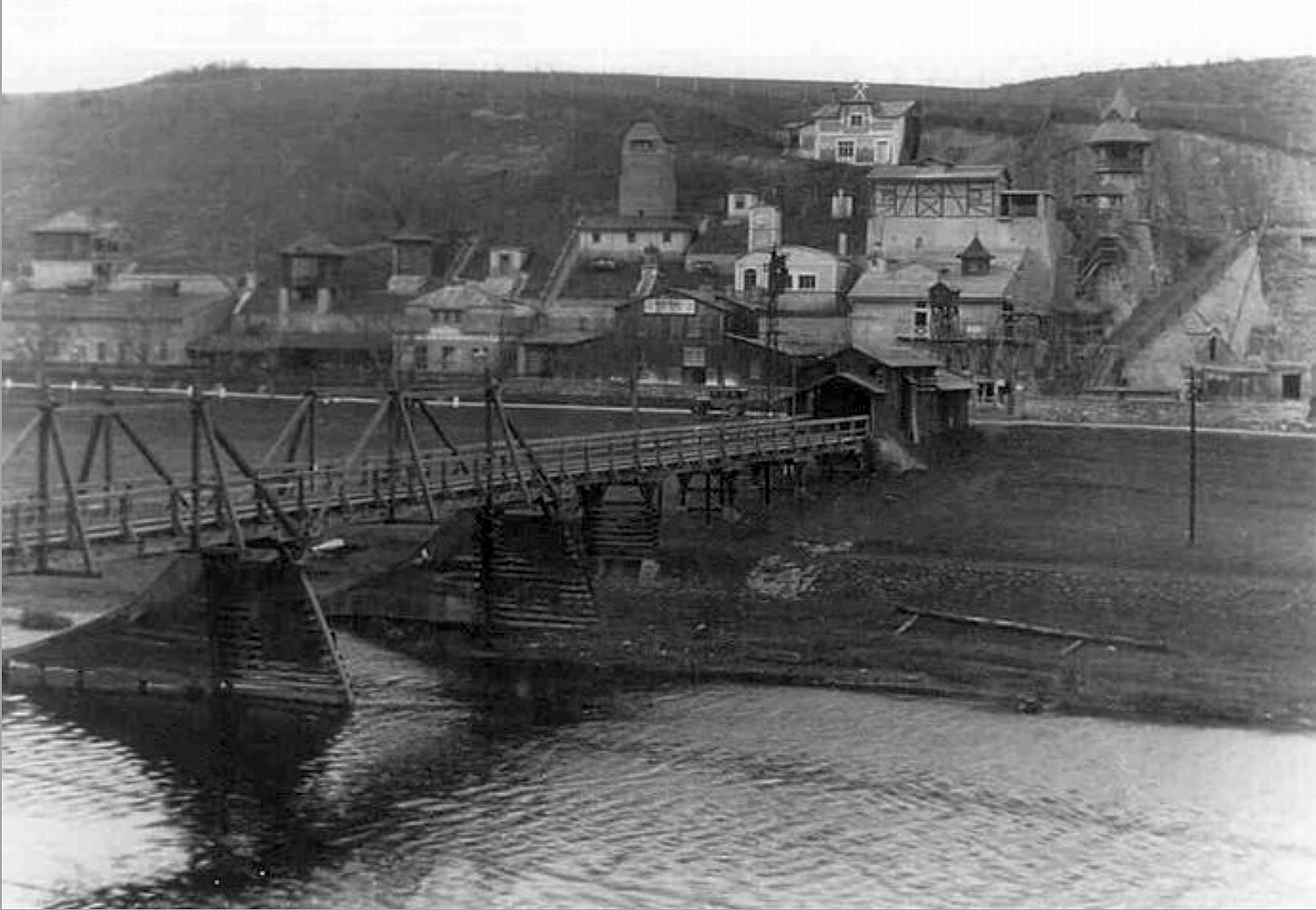
Celkový pohled na Petzoldův lom (včetně dřevěného mostu přes Berounku) na dobové fotografii

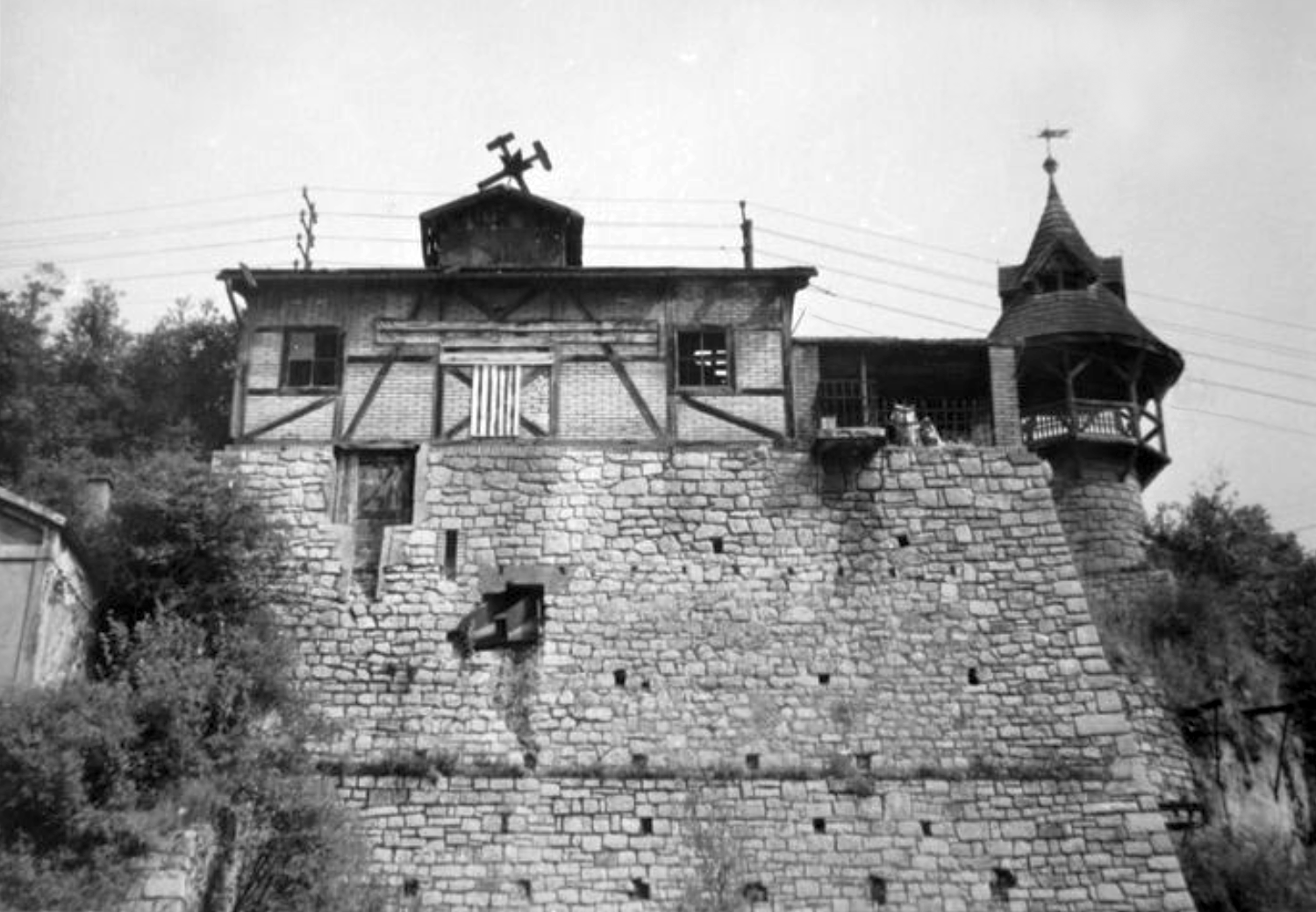
Část objektů Petzoldova lomu na dobové fotografii

### Do konce druhé světové války
Lom byl založen v roce 1916 původně rakouskou (vídeňskou) firmou C. T. Petzold a spol., která získala pozemky s vápencovými skalami mezi Srbskem a Karlštejnem. Správcem stěnového lomu se dvěma etážemi a důlním patrem byl od počátku Josef Nedbal (†1932). Původně tu firma C. T. Petzold a spol. od roku 1916 nárazově těžila a produkovala hlavně saturační vápenec určený pro železárny, cukrovary, sklárny a papírny; později (po první světové válce) vyráběla vápennou moučku pro hnojení a terazzové (teracové) kamenné drtě. Soustavnou a pravidelnou těžbu zahájila firma C.T. Petzold a spol. v lomu po roce 1921. Lom byl vybaven rozsáhlou mechanizací a v roce 1925 jej plně elektrifikovali a vybavili sedmi elektromotory z produkce ČKD. Z této doby pochází i reflektorová osvětlovací věž. V roce 1924 byl v areálu lomu zbudován kulový mlýn na vápennou moučku a válcový mlýn na terazovou drť. (Drť byla později využívána pro výrobu omítkových směsí značky „Silurit“.)

### Omítkoviny a vápno
V roce 1930 začala firma s výrobou umělé omítky (omítkoviny, omítkové směsi) značky „Silurit“. Za tímto účelem si firma C. T. Petzold a spol. sama vyráběla hydraulické vápno. Ačkoliv si firma v roce 1936 (po částečném odeznění světové hospodářské krize) vybudovala vlastní vápenici se dvěma šachtovými pecemi pro výrobu vápna, zhruba po pěti letech provozu (cca v roce 1941) musela (na úřední příkaz) vlastní výrobu vápna ukončit. Důvodem zákazu výroby bylo uzavírání provozů s vysokou energetickou náročností, protože celý protektorát musel za druhé světové války čelit nedostatku paliva.

### Lehké stavební desky
V roce 1934 zahájila firma C. T. Petzold a spol. výrobu lehkých dřevocementových stavebních desek značky „Lignoma“. Pro nedostatek pracovních sil ale produkce tohoto artiklu byla ukončena po jedenácti letech (v roce 1945). Firma fungovala v sezónním režimu: vápno a stavební desky byly vyráběny v letním období, zatímco v zimním období byl vytěžený vápenec expedován do železáren, cukrovarů, skláren a papíren a také vápenná drť se prodávala a používala jako štěrk na stavbách silnic a železnic.

### Po druhé světové válce
Následky požáru nakládací rampy u vlečky (na druhém břehu řeky) v roce 1947 se podařilo eliminovat její opravou a tak mohla být užívána až své likvidace v roce 1965. Těžba vápence v Petzoldově lomu pokračovala i po druhé světové válce, definitivně byla ukončena v 60. letech 20. století (v roce 1965). V 70. letech 20. století byla výroba omítek v Petzoldově lomu realizována ze surovin, které se dovážely nákladními automobily z lomu Na Chlumu (materiál z lomu Na Chlumu neobsahoval tvrdé pecky, které nadměrně opotřebovávaly drtící stroje a navíc byl i barevně stejnoměrnější než původní materiál z Petzoldova lomu). Výroba omítkovin byla ukončena nejspíše v roce 1976, ale v 80. letech 20. století byla uprostřed areálu postavena stávající výrobní hala za účelem pokračování výroby omítkových směsí. Koncem 90. let 20. století byla část provozních objektů lomu rozbořena.

### Zbytky objektů na protějším břehu Berounky
Na protějším břehu řeky Berounky při železniční trati se nacházejí konstrukce, které s bývalým lomem bezprostředně souvisely: Zbytky (pozůstatky) lanové dráhy, zbytky násypky a nakládací rampy, základy vápencových mlýnů sloužících k výrobě vápencových mouček.

### Současný stav
Dnes připomíná minulost veřejnosti nepřístupného areálu Petzoldova lomu jen několik budov. Většina historických staveb zajišťujících dávný provoz Petzoldova lomu sice stojí dodnes, ale nacházejí se ve špatném technickém stavu. Areál bývalého Petzoldova lomu dnes slouží potřebám soukromé firmy (společnost Aquatech s.r.o.) zabývající se výrobou malých čistíren odpadních vod (ČOV) a jiných plastových výrobku pro vodohospodářské účely. Tato firma má ve svém logu (znaku) i schematicky znázorněnou unikátní reflektorovou (osvětlovací) věž.

## Doprava materiálu

### Železniční vlečka
Až do roku 1923 byl vytěžený materiál (vápenec) vožen formanskými povozy (pomalé a drahé) do vápenky v Karlštejně. Petzoldův lom byl v roce 1923, po dokončení dřevěného mostu přes Berounku, napojen na železniční vlečku v km 31,75 na trati Praha - Plzeň. (Vlečka byla napojena v kilometru 31,706.) Velkou výhodou tohoto řešení byl fakt, že lom leží ve stejné výškové úrovni jako železniční trať Praha-Plzeň. Velkou nevýhodou pak byla existence řeky Berounky, která oddělovala lom od železnice. Překládka s kapacitou maximálně až patnácti železničních vagonů měla délku traťového úseku 180 metrů.

### Dřevěný dvoukolejný most
Dvoukolejný most přes Berounku byl definitivně dokončen v roce 1926 (a byl využíván až do roku 1941) s tím, že vozíky s v lomu vytěženým materiálem na něm byly taženy lanem poháněným elektromotorem a poté je elektrická zdviž dopravila na překládací rampu (překladiště) železniční vlečky. (S firmou C. T. Petzold a spol. uzavřely v roce 1941 nájemní smlouvu Akciové železárny v Komárově, které byly založeny v roce 1919 a patřily C.T.Petzoldovi.)

### Lanová dráha
Povodeň v roce 1941 strhla dřevěný most přes Berounku a tak byl veškerý vytěžený materiál z lomu dočasně a provizorně vožen nákladními auty do železniční stanice Karlštejn. Eliminovat tento drahý druh dopravy vápence k železniční trati měla lanová dráha zbudovaná (podle projektu firmy Wilde) přes Berounku v letech 1941 až 1942 a definitivně uvedena do provozu v roce 1942. Lanovku postavila rakouská firma a. s. Pohlig přibližně v místech, kde stával povodní stržený dvoukolejný dřevěný most. Lanová dráha byla dlouhá 250 metrů, překonávala nepatrné převýšení 3 metry a byla součástí dopravního systému Petzoldova lomu tvořeného polní dráhou s rozchodem kolejí 500 mm. Lanovkou dostupné nákladiště u železnice na protějším břehu řeky umožnilo vybudování mlýnice na výrobu vápencových mouček.

## Skladiště trhavin a rozbušek
Ve východní stěně lomu firma C. T. Petzold vybudovala sklad trhavin a samostatný sklad rozbušek poté, co v roce 1922 k tomu získala patřičná povolení. Sklad trhavin byla vlastně chodba zakončená komorou pro uložení trhavin. Vstup do skladu se nacházel ve výšce 3 metry nad dnem spodní etáže lomu a střelmistr k němu musel stoupet po dřevěném schodišti. Ve vzdálenosti asi 80 metrů od skladiště trhavin se nacházelo skladiště rozbušek. To bylo tvořeno kobkou vystřílenou ve skále.
Ve 40. letech 20. století získala firma C. T. Petzold nezbytné povolení pro rozšíření kapacity skladiště ze stávajících 500kg trhaviny na 1000kg a zároveň i povolení na výstavbu zcela nového skladiště rozbušek s kapacitou 2000 kusů. Nakonec vznikly následující prostory: 6 metrů dlouhá vstupní chodba (šíře 0,75 metrů; výška 2 metry) ústila do komory pro skladování trhavin. (Komora byla dlouhá 5 metrů a měla šíři 1,3 metry a výšku 2 metry.) Z hlavní chodby byla po 4 metrech od vchodu vyrubána odbočka o délce 1,8 metrů zakončená kobkou určenou pro uskladnění rozbušek.

## Reflektorová (osvětlovací) věž

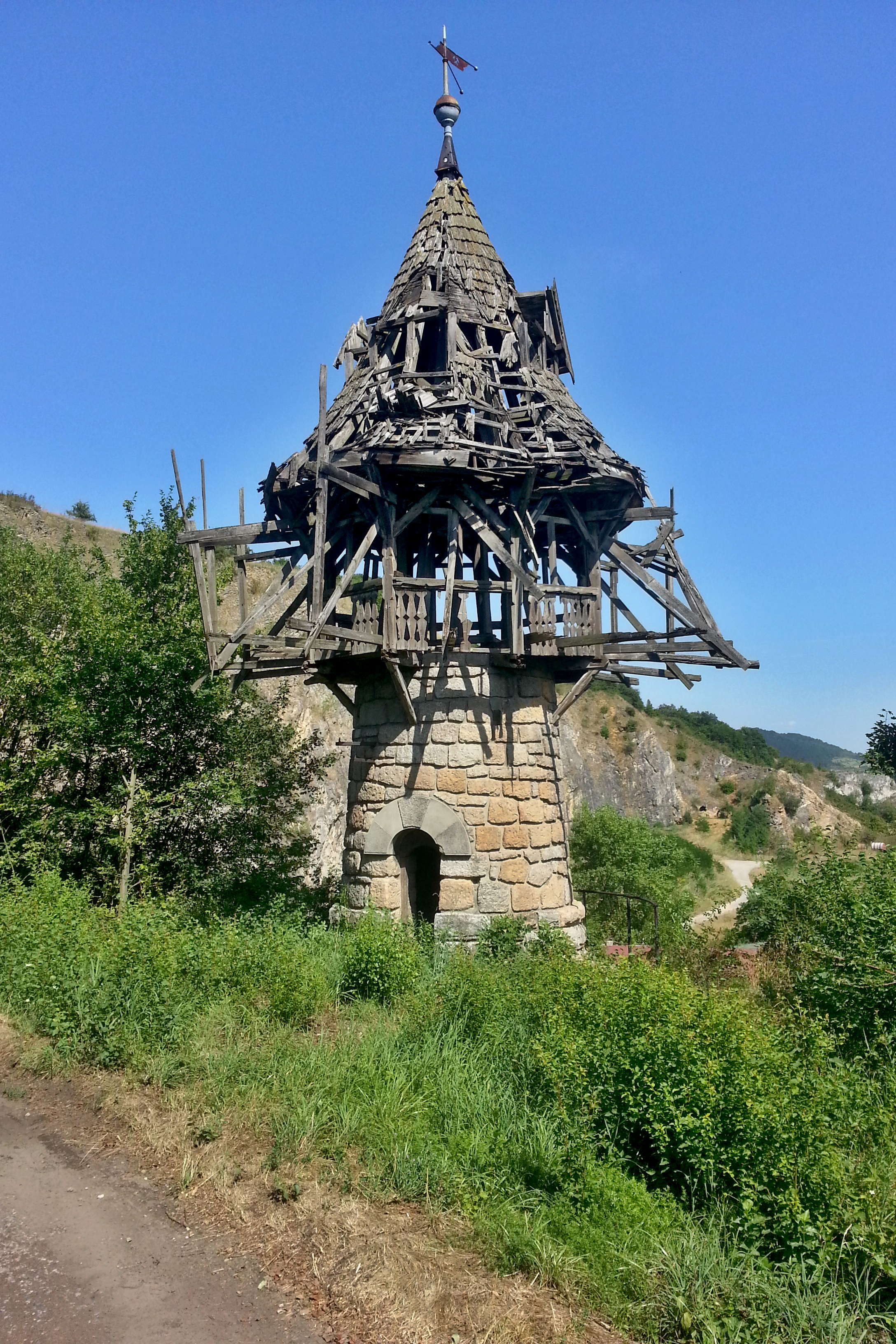
Osvětlovací věž Petzoldova lomu (rok 2013)

### Historie věže
Vznik této dominanty Petzoldova lomu se datuje do roku 1925, kdy kulminovala těžba vápenců v Českém krasu, začínalo se s elektrifikací lomů a zároveň velké množství zakázek v Petzoldově lomu přinutilo jeho vedení k zavedení lomových prací v nočních hodinách. 
V západní části areálu na vyvýšeném místě na okraji staré lomové stěny nad spodní etáží Petzoldova lomu se dochovala unikátní technická památka – tzv. (reflektorová) osvětlovací věž (spíše jen věžička), která byla zbudována kolem roku 1925 a která sloužila až do počátku 40. let 20. století, k osvětlování areálu lomu při práci v nočních hodinách. Věž byla původně osazena dvěma reflektory firmy ZEISS, každý o výkonu 100 W. Také v ní byly osazeny hodiny, které ale byly po nějakém čase odstraněny.

### Záchrana věže
Projekt záchrany osvětlovací věže Petzoldova lomu byl prezentován v Srbeckém občasníku číslo 1 z roku 2016 a stojí za ním občanské sdružení „Nezevli jen tak“ se svojí iniciativou nazvanou „Projekt DOMY – LOMY“, který mapuje pozůstatky lidské činnosti spjaté s těžbou vápence v okolí Srbska na Berounsku. Projekt záchrany osvětlovací věže byl podpořen grantem z Fondu kulturního dědictví Nadace Via ve výši 5 000 Kč a občanské sdružení „Nezevli jen tak“ hodlalo objekt nejprve podrobněji prozkoumat, zakreslit a zajistit bezpečnost v jeho okolí. Akce měla podporu Obecního úřadu Srbsko a podporovala jej i soukromá společnost Aquatech s.r.o., která je vlastníkem reflektorové věže.

## Krasové jevy

### Blátivá jeskyně
Podle popisu kdysi existující Blátivá jeskyně (evidenční číslo 25-008) se nacházela někde „pod dnem lomu″, ale není přístupná neboť její vstup byl zavalen.

### Sloupová jeskyně
Později odtěžená Sloupová jeskyně (evidenční číslo 25-009) se nacházela v jihovýchodní části Petzoldova lomu. Byla objevena při těžbě počátkem 40. let 20. století. Měla délku asi 30 metrů, hlavní její prostor tvořil 6 metrů vysoký sál a byla přístupná díky čtyřem vstupům (dva z nich lze označit jako tzv. „skalní okna“).
Ve 40. letech 20. století (krátce po jejím objevení) tady paleontolog, speleolog (jeskyňář), archeolog a botanik Jaroslav Petrbok a archeolog František Prošek (* 20. 9. 1922 Střezimíř – 26. 7. 1958 Praha) prováděli výzkumy, během nichž ve Sloupové jeskyni odhalili dva kamenné nástroje pocházející ze středního paleolitu a nalezli zejména bohaté stopy osídlení z neolitu (lidmi z kultury s lineární keramikou) obsahující nejen keramické střepy a kamenné nástroje, ale třeba i kostěnou lžičku či zbytky minimálně čtyř ohnišť zahloubených do jeskynního sedimentu. Rok po detailním archeologickém průzkumu Františka Proška, v roce 1945, byla Sloupová jeskyně z větší části odtěžena.

### Petzoldovy jeskyně
Ve východní části areálu jsou postupně odhalovány rozsáhlé podzemní krasové útvary mezi něž patří tzv. Petzoldovy jeskyně. V dobách, kdy byl lom aktivní, se o soustavě drobných dutin, které Petzoldovy jeskyně tvoří, již vědělo, ale k jejich významnému průzkumu a „znovuobjevení“ došlo až po roce 2000. Dvojice jeskyní Skulina (evidenční číslo jeskyně 25-013) a V suti (evidenční číslo jeskyně 25-014) byla delší dobu postupně zvětšována, aby byly nakonec dne 4. prosince 2010 oba krasové útvary propojeny, čímž byl vytvořen systém nazývaný Petzoldovy jeskyně (evidenční číslo 25-013 zděděné po jeskyni Skulina). (Tomu ale předcházela v roce 2008 krátká sonda, kterou se jeskyňáři dostali do neznámých volných prostor.) V průběhu jara 2011 bylo objeveno několik set metrů nového podzemí včetně rozlehlých sálů a objevování pokračovalo i v průběhu následujících let. Další drobnější krasové útvary byly do systému připojeny: Petzoldka (evidenční číslo 25-012), Komín se třemi vstupy (evidenční 25-011) a řada menších jeskyněk (Nedělní jeskyně, Večerní jeskyně, Klíčová jeskyně, Jívová jeskyně). Tyto drobné původně zahliněné jeskyně (dlouhé jen několik metrů) byly připojeny záhy po svém objevu, takže nemají evidenční číslování. Systém Petzoldových jeskyň má dosud celkovou průleznou délku více než 700 metrů (cca 750 m) a je evidován jako 6. nejdelší jeskyně Českého krasu. Některé z chodeb Petzoldových jeskyň dosahují až na úroveň hladiny řeky Berounky.